# فرانسزگ اوریا
فرانسِزگ اوریا ئی پینل (کاتالونیایی: Francesc Orella؛ ‏ تلفظ در کاتالان: [fɾənˈsɛzg uˈɾɛʎə]؛ ‏ ۱۱ ژوئن ۱۹۵۷) بازیگر اهل اسپانیا بود.
از فیلم‌ها یا برنامه‌های تلویزیونی که وی در آن نقش داشته است، می‌توان به سانتا اِویتا، مرلی، زمین و آزادی، وندلپلا، آلاتریست، چشمان جولیا، لرز، کارلوس، پادشاه امپراتور، ترومن، مهمان نامرئی، نگهبان نامرئی، سراب، رئیس خوب، آرمان‌شهر و الیسا و مارسلا اشاره کرد.
وی همچنین برندهٔ جوایزی همچون جایزه مکس شده است.